# Thunder Bay (Clarence Island)
Die Thunder Bay ist eine Bucht an der Südküste von Clarence Island im Archipel der Südlichen Shetlandinseln. Sie liegt unmittelbar westlich des Kap Bowles.
Das UK Antarctic Place-Names Committee benannte sie 2015.